# 伊達宗職
伊達 宗職（だて むねもと）は、江戸時代前期の伊予国宇和島藩主一門。

## 略歴
宇和島藩初代藩主・伊達秀宗の七男。母は朝井氏、幼名は万吉、のち、宗清、刑部と称す。
万治3年（1660年）、兄・宗利から知行500石を賜り、さらに延宝3年（1675年）500石を加増。
宝永元年（1704年）宇和島にて死去した。享年63。法名呈真殿秋山一黄大居士。墓所は金剛山正眼院。

## 系譜
- 父：伊達秀宗（1591年 - 1658年）
- 母：朝井氏[1]
- 妻：里見氏
  - 次男：伊達村豊（1682年 - 1737年6月30日） - 伊達宗保の養子、伊予吉田藩3代藩主
  - 女子：伊達宗純養女 - 京極高金（京極高広の三男で旗本5千石の京極高勝の養孫。）[2]室。藩主伊達宗純の養女として婚姻。
- 養子
  - 男子：富之助 - 伊達宗利の五男、享年15
  - 女子：賢（乾） - 伊達宗利の六女、夭折